# To Young Men Only

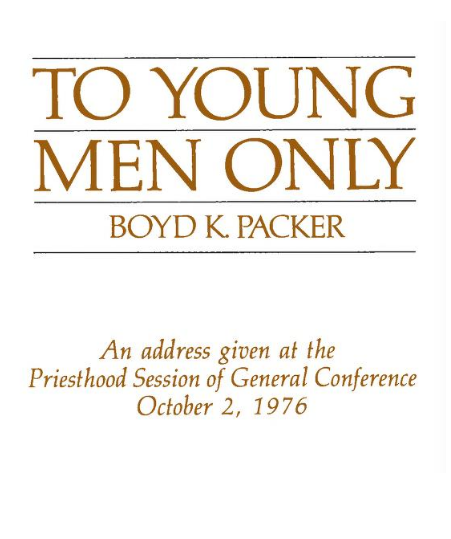
Die Predigt von Packer wurde kritisiert als Gewaltaufruf gegen Homosexuelle.

To Young Men Only („Nur an die jungen Männer“) ist eine Predigt des Apostels Boyd K. Packer, die er am 2. Oktober 1976 hielt. Die Predigt wurde während der 146. halbjährlichen Generalkonferenz gehalten und behandelt die Themen der menschlichen Sexualität, Pubertät und Moral. Die Predigt richtet sich an die jungen Männer, die das Aaronische Priestertum besitzen und ungefähr im Alter von 12 bis 18 Jahren sind. In den Jahren 1980 bis 2016 wurde die Predigt als Broschüre der Kirche Jesu Christi der Heiligen der Letzten Tage verbreitet. Die Predigt wurde unter anderem deshalb kritisiert, weil sie zu Gewalt gegen Homosexuelle ermutige. Im Jahr 2016 stellte die HLT-Kirche die Verbreitung der Predigt ein.

## Inhalt
Packer beschrieb seine Äußerungen als über eine Sache, die „Väter mit ihren Söhnen besprechen sollten“. Die Predigt vergleicht das männliche Geschlechtsorgan mit einer „kleinen Fabrik“. Packer lehrt, dass Selbstbefriedigung, Pornografie und Homosexualität unmoralisch und von Gott verboten seien. Die Predigt ermutigt junge männliche Mormonen, homosexuellen Annäherungsversuchen „rigoros“ zu widerstehen, sogar mit Gewalt, wenn notwendig. Packer lehrt, dass die Pollution natürlich sei und von Gott komme. Männer sollten sich deshalb „nicht schuldig fühlen“. Die Predigt gibt auch Anregungen, wie man seine Gedanken kontrollieren und Versuchungen widerstehen könne.

## Veröffentlichung
Anders als die meisten Predigten der Generalkonferenzen wurde die Predigt nicht im Kirchenmagazin The Ensign veröffentlicht, sondern 1980 gesondert als 14-seitige Broschüre veröffentlicht und den Kirchenführern gegeben, um sie an die Mitglieder zu verteilen. Im Jahr 2016 wurde die Verbreitung der Broschüre eingestellt und sie wurde von der Webseite der Kirche Jesu Christi der Heiligen der Letzten Tage genommen. Das Video der Predigt bleibt auf der Webseite der Kirche verfügbar.

## Kritik
Ein kontroverser Teil der Predigt spricht davon, dass Männer andere Männer zur Teilnahme an sexuellen Aktivitäten aufforderten. Packer erzählt das Beispiel eines mormonischen Missionars, der von seinem Missionarskollegen bedrängt wird und ihn daraufhin schlägt. Packer sagt dazu: „Jemand musste es tun.“ Die Zuschauer lachen dazu im Video der Originalaufnahme. Im Jahre 2001 beschrieb der homosexuelle mormonische Historiker D. Michael Quinn die Predigt als „den Tiefpunkt der Hierarchie der Kirche zum Thema Homophobie seit den 1950er Jahren“. Quinn argumentierte, dass die Veröffentlichung der Predigt eine Akzeptanz der Kirche zur Verurteilung von Homosexuellen darstelle. In den Jahren 2000 und 2001 kritisierte der Rechtsanwalt David E. Hardy die Predigt als „Dämonisierung“ von Homosexuellen und er kritisierte die Darstellung der angeblichen „Wahlmöglichkeiten von Homosexuellen“. Im Jahre 2014 wurde die Predigt von Samantha Allen, Kolumnistin der Zeitschrift The Daily Beast, kritisiert. Sie schrieb, die Predigt zeige „die typische Herangehensweise von organisierter Religion zur männlichen Selbstbefriedigung“ und sei „tief paternalistisch“.